# Parsonsia hebetica
Parsonsia hebetica är en oleanderväxtart som beskrevs av Markgr.. Parsonsia hebetica ingår i släktet Parsonsia och familjen oleanderväxter. Inga underarter finns listade i Catalogue of Life.